# Finale FA Cup 2010
De finale van de FA Cup van het seizoen 2009/10 werd gehouden op 15 mei 2010. Chelsea nam het op tegen Portsmouth. Het duel vond plaats in het Wembley Stadium in Londen. Chelsea won met het kleinste verschil na een doelpunt van Didier Drogba.
Bij Portsmouth kwam Anthony Vanden Borre niet van de bank.

## Finale

### Wedstrijd
|                         |            |       |            |                                                                                   |
| 15 mei 2010 15:00 UTC+1 | Chelsea    | 1 – 0 | Portsmouth | Wembley Stadium, Londen Toeschouwers: 88.335 Scheidsrechter: Chris Foy (Engeland) |
| 15 mei 2010 15:00 UTC+1 | Drogba 59' |       |            | Wembley Stadium, Londen Toeschouwers: 88.335 Scheidsrechter: Chris Foy (Engeland) |

| Chelsea | Portsmouth |

| Chelsea:        |    |                    |     |
|                 |    |                    |     |
| GK              | 1  | Petr Čech          |     |
| RB              | 2  | Branislav Ivanović |     |
| CB              | 33 | Alex               |     |
| CB              | 26 | John Terry         |     |
| LB              | 3  | Ashley Cole        |     |
| CM              | 8  | Frank Lampard      |     |
| CM              | 13 | Michael Ballack    | 44' |
| CM              | 15 | Florent Malouda    |     |
| RW              | 21 | Salomon Kalou      | 71' |
| CF              | 11 | Didier Drogba      |     |
| LW              | 39 | Nicolas Anelka     | 90' |
| Wisselspelers:  |    |                    |     |
| GK              | 40 | Henrique Hilário   |     |
| DF              | 19 | Paulo Ferreira     |     |
| DF              | 35 | Juliano Belletti   | 44' |
| MF              | 10 | Joe Cole           | 71' |
| MF              | 18 | Joeri Zjirkov      |     |
| MF              | 24 | Nemanja Matić      |     |
| FW              | 23 | Daniel Sturridge   | 90' |
| Coach:          |    |                    |     |
| Carlo Ancelotti |    |                    |     |

| Portsmouth:    |    |                      |         |
|                |    |                      |         |
| GK             | 1  | David James          |         |
| RB             | 16 | Steve Finnan         |         |
| CB             | 3  | Ricardo Rocha        | 90+1'   |
| CB             | 4  | Aaron Mokoena        |         |
| LB             | 6  | Hayden Mullins       | 81'     |
| RM             | 24 | Aruna Dindane        |         |
| CM             | 11 | Michael Brown        |         |
| CM             | 8  | Papa Bouba Diop      | 81'     |
| LM             | 23 | Kevin-Prince Boateng | 36' 73' |
| AM             | 5  | Jamie O'Hara         | 90+1'   |
| CF             | 9  | Frédéric Piquionne   |         |
| Wisselspelers: |    |                      |         |
| GK             | 21 | Jamie Ashdown        |         |
| DF             | 18 | Anthony Vanden Borre |         |
| DF             | 26 | Tal Ben Haim         |         |
| DF             | 39 | Nadir Belhadj        | 81'     |
| MF             | 22 | Richard Hughes       |         |
| FW             | 17 | John Utaka           | 73'     |
| FW             | 27 | Nwankwo Kanu         | 81'     |
| Coach:         |    |                      |         |
| Avram Grant    |    |                      |         |

1980 · 1981 · 1982 · 1983 · 1984 · 1985 · 1986 · 1987 · 1988 · 1989 · 1990 · 1991 · 1992 · 1993 · 1994 · 1995 · 1996 · 1997 · 1998 · 1999 · 2000 · 2001 · 2002 · 2003 · 2004 · 2005 · 2006 · 2007 · 2008 · 2009 · 2010 · 2011 · 2012 · 2013 · 2014 · 2015 · 2016 · 2017 · 2018 · 2019 · 2020 · 2021 · 2022 · 2023 · 2024